# 4196 Shuya
4196 Shuya eller 1982 SA13 är en asteroid i huvudbältet som upptäcktes den 16 september 1982 av den ryska astronomen Ljudmila Tjernych vid Krims astrofysiska observatorium på Krim. Den är uppkallad efter den ryska staden Sjuja.
Asteroiden har en diameter på ungefär 38 kilometer och den tillhör asteroidgruppen Hilda.